# 아이린 (소설)
아이린은 2011년 6월 발표한 이재익의 로맨틱 스릴러 소설이다. 윤금이 피살 사건을 모티브로 하고 있다.